# Шатонеф ле Бен
Шатонеф ле Бен (фр. Châteauneuf-les-Bains) насеље је и општина у централној Француској у региону Оверња, у департману Пиј де Дом која припада префектури Риом.
По подацима из 2011. године у општини је живело 291 становника, а густина насељености је износила 17,2 становника/km². Општина се простире на површини од 16,92 km². Налази се на средњој надморској висини од 380 метара (максималној 725 m, а минималној 365 m).

## Демографија
| 1962. | 1968. | 1975. | 1982. | 1990. | 1999. | 2011. |
| ----- | ----- | ----- | ----- | ----- | ----- | ----- |
| 476   | 492   | 453   | 374   | 330   | 303   | 291   |

График промене броја становника у току последњих година